# Alex Fergusson (Politiker)

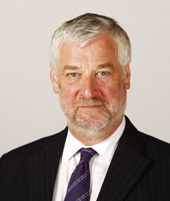
Alex Fergusson

Sir Alex Fergusson (* 8. April 1949 in Leswalt; † 31. Juli 2018) war ein schottischer Politiker und Mitglied der Conservative Party.

## Leben
Fergusson besuchte das Eton College und zog anschließend für zwei Jahre nach Neuseeland. Nach seiner Rückkehr graduierte er in Agrarwissenschaften am West of Scotland Agricultural College. Er war danach viele Jahre in der Landwirtschaft tätig und engagierte sich unter anderem als Präsident der Blackface Sheepbreeders Association und als Mitglied der Scottish Landowners Federation.
Fergusson war verheiratet und Vater dreier Söhne.

## Politischer Werdegang
Erstmals trat Fergusson bei den ersten Schottischen Parlamentswahlen im Jahre 1999 zu nationalen Wahlen an. In seinem Wahlkreis Galloway and Upper Nithsdale erhielt er jedoch nur die zweithöchste Stimmenanzahl hinter dem SNP-Kandidaten Alasdair Morgan und verpasste damit das Direktmandat des Wahlkreises. Da Fergusson jedoch auch auf der Regionalwahlliste der Konservativen für die Wahlregion South of Scotland auf dem ersten Rang gelistet war, erhielt er infolge des Wahlergebnisses eines der vier Listenmandate der Konservativen in dieser Wahlregion und zog in das neugeschaffene Schottische Parlament ein.
Bei den Parlamentswahlen 2003 errang er mit einem Vorsprung von nur 99 Stimmen erstmals das Direktmandat von Galloway and Upper Nithsdale und verteidigte es bei den folgenden Parlamentswahlen 2007. Im neugebildeten Kabinett wurde Fergusson zum Parlamentssprecher gewählt und löste damit den SNP-Politiker George Reid ab. Um die Neutralität zu wahren, ruhte für die Dauer seiner Amtszeit seine Mitgliedschaft in der Conservative Party. In der folgenden Wahlperiode wurde Tricia Marwick zur Sprecherin gewählt. Im Zuge der Wahlkreisreform 2011 wurde der Wahlkreis Galloway and Upper Nithsdale aufgelöst und weitgehend durch den neugeschaffenen Wahlkreis Galloway and West Dumfries ersetzt. Für diesen kandidierte Fergusson bei den Parlamentswahlen 2011 und errang abermals knapp das Direktmandat.